# (S)-ケイランチホリンシンターゼ
(S)-ケイランチホリンシンターゼ（(S)-cheilanthifoline synthase）は、イソキノリンアルカロイド生合成酵素の一つで、次の化学反応を触媒する酸化還元酵素である。
(S)-スクレリン + NADPH + H+ + O2 {\displaystyle \rightleftharpoons } (S)-ケイランチホリン + NADP+ + 2 H2O
この酵素の基質は(S)-スクレリン、NADPH、H+とO2で、生成物は(S)-ケイランチホリン、NADP+とH2Oである。
組織名は(S)-scoulerine,NADPH:oxygen oxidoreductase (methylenedioxy-bridge-forming)で、別名に(S)-scoulerine oxidase (methylenedioxy-bridge-forming)がある。